# 스테판 티모셴코

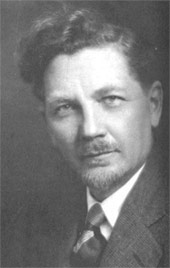
스티븐 티모셴코

스테판 프로코피예비치 티모셴코(러시아어: Степа́н Проко́фьевич Тимоше́нко, 우크라이나어: Степан Прокопович Тимошенко 스테판 프로코포비치 티모셴코[*],
영어: Stephen P. Timoshenko 스티븐 티모솅코[*], 1878년 12월 22일-1972년 5월 29일)는 러시아 제국(현재는 우크라이나) 출신으로 현대 응용역학 또는 공업역학 분야의 선도적인 역할을 한 과학자, 공학자이자 교수이다.
1901년에 상트페테르부르크 철도 대학에서 학사 학위를 받았으며, 그 후 1903년까지 같은 학교에서 교편을 잡았다. 1903년부터 1906년까지는 상트페테르부르크 과학기술원에서 근무했고, 1905년에는 1년간 괴팅겐 대학교로 파견되기도 했다.
1907년부터 1911년까지는 키예프 과학기술원의 교수였다. 유한요소법의 기반이 이 당시 연구되었다. 1911년에는 교육부장관에 항의하는 서명을 한 이유로 해고되었다가 러시아 과학원에서 수여한 주콥스키상을 받으며 살아남아, 상트페테르부르크로 이주해 1917년까지 상트페테르부르크 철도 대학 등에서 강사와 교수로 근무했다. 1908년에는 키예프로 돌아가 우크라이나 과학기술원의 설립을 도왔다.
1922년에는 미국으로 이주해 1923년부터 1927년까지 웨스팅하우스 전기 회사에서 일한 뒤 미시간 대학교의 교수로 자리를 옮겨 공업역학 분야의 학사 및 박사학위 과정을 최초로 개설했다.
1936년부터는 스탠퍼드 대학교에서 근무했으며 1964년에는 서독으로 이주했다.
1957년 미국기계공학회(ASME)에서는 티모셴코의 이름을 딴 티모셴코 메달을 제정하여 그 첫 수상자로 티모셴코 본인을 선정해 수상하였다. 티모셴코 메달은 매년 응용역학 분야에 큰 기여를 한 이에게 수여된다.
티모셴코는 1972년 사망하였고, 그의 유해는 캘리포니아주 팔로알토에 묻혀 있다.

## 저서
- Strength of Materials, 3rd edition, Krieger Publishing Company, 1976, ISBN 0-88275-420-3

## 참고자료
- Stephen P. Timoshenko (1968). As I Remember; The Autobiography of Stephen P. Timoshenko, Princeton, Van Nostrand.